# Мотовка
Мотовка — небольшая река в России, протекает в Ивановской области. Устье реки находится по левому берегу реки Чёрная. Исток реки находится в лесах Шуйского района. Не судоходна.
Населённых пунктов вдоль русла реки нет.
Название реки — вероятнее всего, искажённое от названия деревни Матвейково, находившейся прежде на данной реке.